# Ярослав Лято
Ярослав Лято (пол. Jarosław Lato, нар. 17 червня 1977, Свідниця) — польський футболіст, півзахисник.

## Клубна кар'єра
Народився 17 червня 1977 року в місті Свідниця. Вихованець футбольного клубу «Сталь» (Свідниця).
У дорослому футболі дебютував 1995 року виступами за клуб «Лехія» (Дзержонюв). Потім грав у клубах  «Шльонськ» (Вроцлав), «РКС» (Радомско), «Відзев», «Дискоболія» і «Полонія» (Варшава).
16 вересня 2009 столичний клуб розірвав з ним контракт, через погану форми і можливі зв'язки з корупцією. 30 листопада 2009 підписав 2,5 річний контракт з «Ягеллонією». Але договір набирав чинності з 1 січня 2010 року, тому гравець не зміг грати в двох останніх матчах осіннього кола.
У червні 2011 року, незважаючи на діючий контракт гравця, клуб заявив, що припиняє співпрацю з ним. 25 червня контракт був розірваний за порозумінням сторін, хоча був дійсний ще на один рік. Літом 2011 повернувся до клубу з рідного міста «Полонія/Спарта», що виступав в четвертому за рівнем дивізіоні країни, в якому провів три сезони.
З 18 жовтня 2013 до кінця 2014 року також тренував свідницький клуб.

## Досягнення
«Дискоболія»
- Володар Кубка Польщі (1): 2006/2007
- Володар Кубка Ліги Польщі (2): 2007, 2008

«Ягеллонія»
- Володар Кубка Польщі (1): 2009/2010
- Володар Суперкубка Польщі (1): 2010